# 十八角形

正十八角形

十八角形（じゅうはちかくけい、じゅうはちかっけい、octadecagon、octakaidecagon）は、多角形の一つで、18本の辺と18個の頂点を持つ図形である。内角の和は2880°で、対角線の本数は135本である。

## 正十八角形
正十八角形においては、中心角と外角は20°で、内角は160°となる。一辺の長さが a の正十八角形の面積 S は
{\displaystyle S={\frac {18}{4}}a^{2}\cot {\frac {\pi }{18}}\simeq 25.52a^{2}}
で、外接円の半径 R は
{\displaystyle R={\frac {a}{2}}\csc {\frac {\pi }{18}}\simeq 2.8794a}
で与えられる。
{\displaystyle \cos(2\pi /18)}を平方根と立方根で表すと、
{\displaystyle \cos {\frac {2\pi }{18}}=\cos {\frac {\pi }{9}}={\frac {{\sqrt[{3}]{4+4{\sqrt {3}}i}}+{\sqrt[{3}]{4-4{\sqrt {3}}i}}}{4}}={\frac {{\sqrt[{3}]{1+{\sqrt {3}}i}}+{\sqrt[{3}]{1-{\sqrt {3}}i}}}{\sqrt[{3}]{2^{4}}}}={\frac {{\sqrt[{3}]{\frac {1+{\sqrt {3}}i}{2}}}+{\sqrt[{3}]{\frac {1-{\sqrt {3}}i}{2}}}}{2}}={\frac {{\sqrt[{3}]{-\omega ^{2}}}+{\sqrt[{3}]{-\omega }}}{2}}=0.9396926...}

### 正十八角形の作図
正十八角形は定規とコンパスによる作図が不可能な図形である。